# Empoasca riora
Empoasca riora är en insektsart som beskrevs av Irena Dworakowska 1977. Empoasca riora ingår i släktet Empoasca och familjen dvärgstritar. Inga underarter finns listade i Catalogue of Life.